# Петър Недевски
Петър Недевски е български математик, който се занимава с математически анализ. Завършва Софийския университет „Св. Климент Охридски“ и след това специализира в Москва Функционален анализ и Математическа педагогика. Дългогодишен преподавател и автор на много учебници и сборници. Член е на Управителния съвет на Съюза на математиците в България.
До 2007 година е директор и учител по „Математика“ в Националната природо-математическа гимназия „Акад. Л. Чакалов“. По време на концерта „Произведено в НПМГ“ (26 май 2009) е обявен за почетен директор на Националната природо-математическа гимназия за всички времена. Преподавател по „Анализ“ във Факултета по математика и информатика на Софийския университет.